# ポルノ雑誌
ポルノ雑誌（ポルノざっし）とは、成人向け雑誌のうち性的コンテンツやヌード写真をテーマにした雑誌の総称。
「アダルト雑誌」「成人向け雑誌」とも呼ばれ、ヌードのほかフェラチオ、性交等、さまざまな性的情報を写真その他の手段で掲載する。最も一般的なタイプは、魅力的な女性や男性を写した写真を扱うもので、この種の雑誌は性的興奮を呼び起こすことが主目的である。ポルノ雑誌の趣向は多種多様で、フェティシズムや解剖学的な情報を扱うものなど、そのジャンルは非常に微細化されている。
ポルノ市場の大部分は男性購買者によって占められているため、ほとんどのポルノ雑誌は男性向けに編纂されている。特に有名なポルノ雑誌としては、米国の『PLAYBOY』、『ペントハウス』、『ハスラー』などが挙げられる。

## 歴史

### ヨーロッパ
15世期に活版印刷が利用されるようになる以前は、装飾写本のように手書きで性的な挿絵が用いられることがあったが、手間が非常に大きく、裕福な者にしか手に入らなかった。その後、印刷技術や版画によって性的な絵や文章がたびたび出版されるようになった。基本的には性に厳格なキリスト教教会による社会規範の影響が大きく、これらは取締りの対象であった（エロティカも参照）。
1841年にカロタイプという写真技法が発明され、ネガから写真をいく枚も複製することができるようになった。1860年のパリでは、すでに多くの写真屋が営業しており、その多くは猥褻写真も扱っていた（1855年以降はヌード写真は不法となっていた）。19世紀のフランスでは、ヌード写真はポストカードの形で売られていることが多く、en:French postcardと言えば当時のヌード写真のポストカードを指す。同時期のイギリスでは、科学的な身体の機構という観点を装って、ヌード写真を扱うことが多かった。
1880年頃から商用で使われ始めたハーフトーンという印刷法によって、白黒写真を雑誌に印刷できるようになったことで、ヌード写真が雑誌に掲載できるようになった。まずは、フランスでバーレスク女優のヌード写真を掲載するような雑誌が出たと言われている。さらにナチュラリズムを謳った、アートを装ったヌードが掲載された雑誌が19世紀末頃から出始めた。

### アメリカ
アメリカでは、1920年代に「ティファナ・バイブル」と呼ばれるポルノ漫画の出現がみられる。ヌードやソフトコア・ポルノを雑誌の個性として活動し始めたのは、『PLAYBOY』や『Modern Man』といった1950年代の男性誌で、PLAYBOYのヒュー・ヘフナーは1953年には早くも同雑誌を創刊している。これらの雑誌に掲載されるヌードやセミヌードの女性グラビアは、美しくスタイルも良かったため人気を集めた。60年代後半には、北欧デンマークで「ポルノ解禁」が実施された。70年代前半にアメリカ旅行に行った日本の写真家は、当時のプレイボーイ誌上で、早くも女性が全裸での開脚をおこない、表現の自由のレベルを痛感したと感想を述べていた。
1990年代までには『ペントハウス』『ハスラー』など新しい雑誌が登場。ハードコア・ポルノ、レズビアン、乱交、フェティシズムなどを売りにした、過激な「ハードコア」を発展させ、『PLAYBOY』のような「ソフトコア」と対比されるようになった。

### 日本
戦後の日本において、「人間探究」（1950年）、「風俗草紙」（1953年）、風俗科学（1953年）といった風俗雑誌や、「奇譚クラブ」（1947年）、「風俗奇譚」（1960年）、あまとりあなどのSM雑誌があった。1971年からは日活がロマンポルノの制作を始めた。1980年代以降には、ビニ本、裏本、アダルトビデオのブームもおきた。
現在では「成人向け雑誌」等の呼称が使用され、「ポルノ」という言葉はあまり使われていない。使用する場合、漫画本は含まず写真中心のものを指す。